# 2022-es Formula–1 szingapúri nagydíj
A szingapúri nagydíj a 2022-es Formula–1 világbajnokság tizenhetedik futama volt, amelyet 2022. szeptember 30. és október 2. között rendeztek meg a Singapore Street Circuit versenypályán, Szingapúrban. 2019 óta először rendezték meg a futamot, a 2020-as és 2021-es futamokat a COVID-19 világjárvány miatt törölték. Sebastian Vettel a címvédő futamgyőztesként indul.

## Választható keverékek
| Abroncs              | Friss | Használt |
| -------------------- | ----- | -------- |
| Kemény keverék (C3)  |       |          |
| Közepes keverék (C4) |       |          |
| Lágy keverék (C5)    |       |          |
| Átmeneti esőgumi (I) |       |          |
| Teljes esőgumi (W)   |       |          |

## Szabadedzések

### Első szabadedzés
A szingapúri nagydíj első szabadedzését szeptember 30-án, pénteken délután tartották, magyar idő szerint 12:00-tól.
| helyezés | versenyző        | csapat/motor          | elért idő | különbség | futott kör |
| -------- | ---------------- | --------------------- | --------- | --------- | ---------- |
| 1        | Lewis Hamilton   | Mercedes              | 1:43,033  | −         | 20         |
| 2        | Max Verstappen   | Red Bull-RBPT         | 1:43,117  | +0,084    | 20         |
| 3        | Charles Leclerc  | Ferrari               | 1:43,435  | +0,402    | 17         |
| 4        | Sergio Pérez     | Red Bull-RBPT         | 1:43,839  | +0,806    | 15         |
| 5        | George Russell   | Mercedes              | 1:44,066  | +1,033    | 21         |
| 6        | Carlos Sainz Jr. | Ferrari               | 1:44,138  | +1,105    | 24         |
| 7        | Esteban Ocon     | Alpine-Renault        | 1:44,736  | +1,703    | 24         |
| 8        | Lance Stroll     | Aston Martin-Mercedes | 1:45,221  | +2,188    | 12         |
| 9        | Pierre Gasly     | AlphaTauri-RBPT       | 1:45,258  | +2,225    | 24         |
| 10       | Fernando Alonso  | Alpine-Renault        | 1:45,336  | +2,303    | 11         |
| 11       | Sebastian Vettel | Aston Martin-Mercedes | 1:45,354  | +2,321    | 22         |
| 12       | Daniel Ricciardo | McLaren-Mercedes      | 1:45,724  | +2,691    | 21         |
| 13       | Valtteri Bottas  | Alfa Romeo-Ferrari    | 1:45,725  | +2,692    | 24         |
| 14       | Kevin Magnussen  | Haas-Ferrari          | 1:46,028  | +2,995    | 22         |
| 15       | Cunoda Júki      | AlphaTauri-RBPT       | 1:46,081  | +3,048    | 26         |
| 16       | Alexander Albon  | Williams-Mercedes     | 1:46,119  | +3,086    | 20         |
| 17       | Csou Kuan-jü     | Alfa Romeo-Ferrari    | 1:46,408  | +3,375    | 25         |
| 18       | Mick Schumacher  | Haas-Ferrari          | 1:46,601  | +3,568    | 23         |
| 19       | Lando Norris     | McLaren-Mercedes      | 1:46,680  | +4,647    | 22         |
| 20       | Nicholas Latifi  | Williams-Mercedes     | 1:47,092  | +4,059    | 18         |

### Második szabadedzés
A szingapúri nagydíj második szabadedzését szeptember 30-án, pénteken délután tartották, magyar idő szerint 15:00-tól.
| helyezés | versenyző        | csapat/motor          | elért idő | különbség | futott kör |
| -------- | ---------------- | --------------------- | --------- | --------- | ---------- |
| 1        | Carlos Sainz Jr. | Ferrari               | 1:42,587  | −         | 23         |
| 2        | Charles Leclerc  | Ferrari               | 1:42,795  | +0,208    | 14         |
| 3        | George Russell   | Mercedes              | 1:42,911  | +0,324    | 26         |
| 4        | Max Verstappen   | Red Bull-RBPT         | 1:42,926  | +0,339    | 8          |
| 5        | Lewis Hamilton   | Mercedes              | 1:43,182  | +0,595    | 22         |
| 6        | Esteban Ocon     | Alpine-Renault        | 1:43,412  | +0,825    | 23         |
| 7        | Valtteri Bottas  | Alfa Romeo-Ferrari    | 1:43,431  | +0,844    | 26         |
| 8        | Fernando Alonso  | Alpine-Renault        | 1:43,520  | +0,933    | 23         |
| 9        | Sergio Pérez     | Red Bull-RBPT         | 1:43,906  | +1,319    | 13         |
| 10       | Lance Stroll     | Aston Martin-Mercedes | 1:43,982  | +1,395    | 21         |
| 11       | Lando Norris     | McLaren-Mercedes      | 1:44,013  | +1,426    | 16         |
| 12       | Sebastian Vettel | Aston Martin-Mercedes | 1:44,249  | +1,662    | 24         |
| 13       | Kevin Magnussen  | Haas-Ferrari          | 1:44,422  | +1,835    | 22         |
| 14       | Pierre Gasly     | AlphaTauri-RBPT       | 1:44,469  | +1,882    | 22         |
| 15       | Csou Kuan-jü     | Alfa Romeo-Ferrari    | 1:44,524  | +1,937    | 25         |
| 16       | Alexander Albon  | Williams-Mercedes     | 1:45,144  | +2,557    | 25         |
| 17       | Cunoda Júki      | AlphaTauri-RBPT       | 1:45,211  | +2,624    | 11         |
| 18       | Daniel Ricciardo | McLaren-Mercedes      | 1:45,447  | +2,860    | 18         |
| 19       | Mick Schumacher  | Haas-Ferrari          | 1:45,623  | +3,036    | 23         |
| 20       | Nicholas Latifi  | Williams-Mercedes     | 1:46,553  | +3,966    | 25         |

### Harmadik szabadedzés
A szingapúri nagydíj harmadik szabadedzését október 1-jén, szombaton délután tartották, magyar idő szerint 12:00-tól.
| helyezés | versenyző        | csapat/motor          | elért idő | különbség | futott kör |
| -------- | ---------------- | --------------------- | --------- | --------- | ---------- |
| 1        | Charles Leclerc  | Ferrari               | 1:57,782  | −         | 11         |
| 2        | Max Verstappen   | Red Bull-RBPT         | 1:58,308  | +0,526    | 12         |
| 3        | Carlos Sainz Jr. | Ferrari               | 1:58,848  | +1,066    | 12         |
| 4        | Fernando Alonso  | Alpine-Renault        | 1:59,429  | +1,647    | 9          |
| 5        | Sergio Pérez     | Red Bull-RBPT         | 1:59,526  | +1,744    | 11         |
| 6        | Lance Stroll     | Aston Martin-Mercedes | 2:00,373  | +2,591    | 11         |
| 7        | Esteban Ocon     | Alpine-Renault        | 2:00,911  | +3,129    | 9          |
| 8        | Sebastian Vettel | Aston Martin-Mercedes | 2:01,007  | +3,225    | 11         |
| 9        | George Russell   | Mercedes              | 2:01,010  | +3,228    | 10         |
| 10       | Daniel Ricciardo | McLaren-Mercedes      | 2:01,036  | +3,254    | 13         |
| 11       | Kevin Magnussen  | Haas-Ferrari          | 2:01,089  | +3,307    | 13         |
| 12       | Lewis Hamilton   | Mercedes              | 2:01,220  | +3,438    | 8          |
| 13       | Pierre Gasly     | AlphaTauri-RBPT       | 2:01,245  | +3,463    | 15         |
| 14       | Mick Schumacher  | Haas-Ferrari          | 2:01,502  | +3,720    | 13         |
| 15       | Cunoda Júki      | AlphaTauri-RBPT       | 2:01,679  | +3,897    | 14         |
| 16       | Lando Norris     | McLaren-Mercedes      | 2:01,791  | +4,009    | 13         |
| 17       | Alexander Albon  | Williams-Mercedes     | 2:01,907  | +4,125    | 13         |
| 18       | Valtteri Bottas  | Alfa Romeo-Ferrari    | 2:02,066  | +4,284    | 11         |
| 19       | Csou Kuan-jü     | Alfa Romeo-Ferrari    | 2:02,599  | +4,817    | 11         |
| 20       | Nicholas Latifi  | Williams-Mercedes     | 2:03,510  | +5,728    | 10         |

## Időmérő edzés
A szingapúri nagydíj időmérő edzését október 1-jén, szombat délután tartották, magyar idő szerint 15:00-tól.
| helyezés              | rajtszám | versenyző        | csapat/motor          | 1. rész  | 2. rész  | 3. rész  | rajthely   | futott kör |
| --------------------- | -------- | ---------------- | --------------------- | -------- | -------- | -------- | ---------- | ---------- |
| 1                     | 16       | Charles Leclerc  | Ferrari               | 1:54,129 | 1:52,343 | 1:49,412 | 1          | 20         |
| 2                     | 11       | Sergio Pérez     | Red Bull-RBPT         | 1:54,404 | 1:52,818 | 1:49,434 | 2          | 20         |
| 3                     | 44       | Lewis Hamilton   | Mercedes              | 1:53,161 | 1:52,691 | 1:49,466 | 3          | 24         |
| 4                     | 55       | Carlos Sainz Jr. | Ferrari               | 1:54,559 | 1:53,219 | 1:49,583 | 4          | 22         |
| 5                     | 14       | Fernando Alonso  | Alpine-Renault        | 1:55,360 | 1:53,127 | 1:49,966 | 5          | 23         |
| 6                     | 4        | Lando Norris     | McLaren-Mercedes      | 1:55,914 | 1:53,942 | 1:50,584 | 6          | 24         |
| 7                     | 10       | Pierre Gasly     | AlphaTauri-RBPT       | 1:55,606 | 1:53,546 | 1:51,211 | 7          | 24         |
| 8                     | 1        | Max Verstappen   | Red Bull-RBPT         | 1:53,057 | 1:52,723 | 1:51,395 | 8          | 20         |
| 9                     | 20       | Kevin Magnussen  | Haas-Ferrari          | 1:55,103 | 1:54,006 | 1:51,573 | 9          | 23         |
| 10                    | 22       | Cunoda Júki      | AlphaTauri-RBPT       | 1:55,314 | 1:53,848 | 1:51,983 | 10         | 23         |
| 11                    | 63       | George Russell   | Mercedes              | 1:54,633 | 1:54,012 |          | boxutca[a] | 17         |
| 12                    | 18       | Lance Stroll     | Aston Martin-Mercedes | 1:55,629 | 1:54,211 |          | 11         | 15         |
| 13                    | 47       | Mick Schumacher  | Haas-Ferrari          | 1:55,736 | 1:54,370 |          | 12         | 16         |
| 14                    | 5        | Sebastian Vettel | Aston Martin-Mercedes | 1:55,602 | 1:54,380 |          | 13         | 15         |
| 15                    | 24       | Csou Kuan-jü     | Alfa Romeo-Ferrari    | 1:55,375 | 1:55,518 |          | 14         | 14         |
| 16                    | 77       | Valtteri Bottas  | Alfa Romeo-Ferrari    | 1:56,083 |          |          | 15         | 7          |
| 17                    | 3        | Daniel Ricciardo | McLaren-Mercedes      | 1:56,226 |          |          | 16         | 9          |
| 18                    | 31       | Esteban Ocon     | Alpine-Renault        | 1:56,337 |          |          | 17         | 9          |
| 19                    | 23       | Alexander Albon  | Williams-Mercedes     | 1:56,985 |          |          | 18         | 7          |
| 20                    | 6        | Nicholas Latifi  | Williams-Mercedes     | 1:57,532 |          |          | 19         | 8          |
| 107%-os idő: 2:02,118 |          |                  |                       |          |          |          |            |            |

Megjegyzések:
- ↑ a:  — George Russell autójában több motorkomponenst is kicseréltek, ezzel azonban túllépte a szezonra vonatkozó maximális darabszámot, így a rajtrács leghátsó helyéről indulhatott volna, de mivel a technikai delegált engedélye nélkül hajtották végre a cseréket, ezért a bokszutcából kellett indulnia.[5]

## Futam
A szingapúri nagydíj október 2-án, vasárnap rajtolt el, magyar idő szerint 14:00-kor, de esőzés miatt csúszott a rajtprocedúra, végül 15:05-kor indult el a verseny.
| helyezés | rajtszám | versenyző        | csapat/motor          | futott kör | idő/kiesés oka   | rajthely | pont |
| -------- | -------- | ---------------- | --------------------- | ---------- | ---------------- | -------- | ---- |
| 1        | 11       | Sergio Pérez     | Red Bull-RBPT         | 59         | 2:02:20,238[a]   | 2        | 25   |
| 2        | 16       | Charles Leclerc  | Ferrari               | 59         | +7,595           | 1        | 18   |
| 3        | 55       | Carlos Sainz Jr. | Ferrari               | 59         | +15,305          | 4        | 15   |
| 4        | 4        | Lando Norris     | McLaren-Mercedes      | 59         | +26,133          | 6        | 12   |
| 5        | 3        | Daniel Ricciardo | McLaren-Mercedes      | 59         | +58,282          | 16       | 10   |
| 6        | 18       | Lance Stroll     | Aston Martin-Mercedes | 59         | +1:01,330        | 11       | 8    |
| 7        | 1        | Max Verstappen   | Red Bull-RBPT         | 59         | +1:03,825        | 8        | 6    |
| 8        | 5        | Sebastian Vettel | Aston Martin-Mercedes | 59         | +1:05,032        | 13       | 4    |
| 9        | 44       | Lewis Hamilton   | Mercedes              | 59         | +1:06,515        | 3        | 2    |
| 10       | 10       | Pierre Gasly     | AlphaTauri-RBPT       | 59         | +1:14,576        | 7        | 1    |
| 11       | 77       | Valtteri Bottas  | Alfa Romeo-Ferrari    | 59         | +1:33,844        | 15       |      |
| 12       | 20       | Kevin Magnussen  | Haas-Ferrari          | 59         | +1:37.610        | 9        |      |
| 13       | 47       | Mick Schumacher  | Haas-Ferrari          | 58         | +1 kör           | 13       |      |
| 14       | 63       | George Russell   | Mercedes              | 57         | +2 kör           | boxutca  |      |
| Ki       | 22       | Cunoda Júki      | AlphaTauri-RBPT       | 34         | baleset          | 10       |      |
| Ki       | 31       | Esteban Ocon     | Alpine-Renault        | 26         | erőforrás        | 17       |      |
| Ki       | 23       | Alexander Albon  | Williams-Mercedes     | 25         | baleseti sérülés | 18       |      |
| Ki       | 14       | Fernando Alonso  | Alpine-Renault        | 20         | erőforrás        | 5        |      |
| Ki       | 6        | Nicholas Latifi  | Williams-Mercedes     | 7          | baleseti sérülés | 19       |      |
| Ki       | 24       | Csou Kuan-jü     | Alfa Romeo-Ferrari    | 6          | baleset          | 14       |      |

Megjegyzések:
- ↑ a:  Sergio Pérez 5 másodperces időbüntetést kapott, mert több mint tízautónyi távolságra lemaradt a safety car mögött.[7]

## A világbajnokság állása a verseny után
| H   | Versenyzők       | Pont | H   | Konstruktőrök         | Pont |
| --- | ---------------- | ---- | --- | --------------------- | ---- |
| 1.  | Max Verstappen   | 341  | 1.  | Red Bull-RBPT         | 576  |
| 2.  | Charles Leclerc  | 237  | 2.  | Ferrari               | 439  |
| 3.  | Sergio Pérez     | 235  | 3.  | Mercedes              | 373  |
| 4.  | George Russell   | 203  | 4.  | McLaren-Mercedes      | 129  |
| 5.  | Carlos Sainz Jr. | 202  | 5.  | Alpine-Renault        | 125  |
| 6.  | Lewis Hamilton   | 170  | 6.  | Alfa Romeo-Ferrari    | 52   |
| 7.  | Lando Norris     | 100  | 7.  | Aston Martin-Mercedes | 37   |
| 8.  | Esteban Ocon     | 66   | 8.  | Haas-Ferrari          | 34   |
| 9.  | Fernando Alonso  | 59   | 9.  | AlphaTauri-RBPT       | 34   |
| 10. | Valtteri Bottas  | 46   | 10. | Williams-Mercedes     | 6    |

(A teljes táblázat)

## Statisztikák
- Vezető helyen:
  - Sergio Pérez: 59 kör (1-59)
- Charles Leclerc 18. pole-pozíciója.
- Sergio Pérez 4. futamgyőzelme.
- George Russell 2. versenyben futott leggyorsabb köre.
- A Red Bull Racing 88. futamgyőzelme.
- Sergio Pérez 23., Charles Leclerc 21., Carlos Sainz Jr. 14. dobogós helyezése.
- A Williams 800. nagydíja.[8]